# Język iau
Język iau, także: foi, iaw, turu, urundi, ururi, yau – język papuaski używany w prowincji Papua we wschodniej Indonezji, we wsiach Barere, Fawi i Taiyai (kabupaten Puncak Jaya). Według danych z 2000 roku posługuje się nim 600 osób. Inne doniesienia sugerują, że ma ponad 1500 użytkowników.
Dzieli się na dialekty: iau właściwy, foi, turu. Ethnologue (wyd. 18, 2015) podaje, że większa część społeczności nie zna innych języków, jednakże osoby młodsze posługują się indonezyjskim. W pewnym zakresie używany jest także język edopi (elopi), który służy jako lokalny język handlowy. Zaobserwowano, że iau staje się głównym środkiem komunikacji wraz z osiągnięciem dojrzałości wiekowej.
Należy do rodziny języków Równiny Jezior. Cechuje się monosylabizmem i ma bardzo złożony system tonalny, wręcz niespotykany w językach świata. Występuje rozbudowana morfologia czasownika, oparta na wykorzystaniu tonów.
Nazwa „Turu”, odnosząca się do ludów Iau i Edopi (Elopi), jest używana przez lud Wano.
Istnieją pewne publikacje opisujące jego gramatykę. Badaniem tego języka zajmowała się Janet Bateman. Powstał projekt słownika (Iau-English Dictionary, 1980–2020) . Jest zapisywany alfabetem łacińskim.